# سوسيات عنكبوتية
السوسيات العنكبوتية أو تِتْرَانِيكيَّات (الاسم العلمي: Tetranychidae)، فصيلة حشرات من رتبة خطميات الشكل. تضم حوالي 1200 نوع.